# Западний (Оренбурзький район)
За́падний (рос. Западный) — селище у складі Оренбурзького району Оренбурзької області, Росія.

## Населення
Населення — 28 осіб (2010; 34 у 2002).
Національний склад (станом на 2002 рік):
- росіяни — 50 %